# Padre Hurtado
Padre Hurtado is een gemeente in de Chileense provincie Talagante in de regio Región Metropolitana. Padre Hurtado telde 63.250 inwoners in 2017.
De gemeente werd genoemd naar pater Alberto Hurtado Cruchaga S.J. (1901-1952), een Chileense jezuïet die veel voor de armen deed. Hij werd heilig verklaard in 2005.
- Library of Congress Control Number: nr94029930
- Nationale Bibliotheek van Israël: 987007540323605171
- Virtual International Authority File: 135313586